# Likvinklig

Likvinklig fyrhörning

Likvinklig, egenskapen hos en geometrisk figur i planet att alla vinklar är lika stora. I en likvinklig fyrhörning är alla vinklarna 90°, i en likvinklig triangel är de 60°. För en polygon med n sidor är vinkeln 180° − 360°/n.